# Mạnh Kiến Trụ
Mạnh Kiến Trụ (tiếng Trung: 孟建柱; bính âm: Mèng Jiànzhù; sinh tháng 7 năm 1947) là một chính trị gia Trung Quốc. Từ năm 2012 đến 2017, ông là Ủy viên Bộ Chính trị, Bí thư Ủy ban Chính trị Pháp luật Trung ương, Chủ nhiệm Ủy ban Quản lý toàn diện xã hội Trung ương Đảng Cộng sản Trung Quốc. Trước khi đảm nhiệm chức Bí thư Ủy ban Chính trị Pháp luật, ông là Bộ trưởng Bộ Công an và Bí thư Tỉnh ủy Giang Tây.

## Tiểu sử
Mạnh Kiến Trụ sinh tháng 7 năm 1947 ở Ngô Huyện, Tô Châu, tỉnh Giang Tô. Ông tốt nghiệp Trường Cao đẳng Cơ khí Thượng Hải (nay thuộc Trường Đại học Khoa học và Công nghệ Thượng Hải). Mạnh Kiến Trụ gia nhập Đảng Cộng sản Trung Quốc vào tháng 6 năm 1971 trong thời gian làm thủy thủ, đội phó tại đội thuyền vận tải của nông trường Tiền Vệ, Thượng Hải. Từ tháng 9 năm 1973 đến tháng 10 năm 1976, ông là Bí thư chi bộ, sau đó ông tiếp tục được cử làm Tổ trưởng Tổ tuyên truyền nông trường Tiền Vệ và giữ chức này từ tháng 10 năm 1976 đến tháng 2 năm 1977.
Từ tháng 2 năm 1977 đến tháng 9 năm 1986, ông là Phó Bí thư, Chánh Văn phòng tuyên truyền và Giám đốc nông trường Tiền Vệ. Tháng 9 năm 1986, ông được bổ nhiệm làm Bí thư Huyện ủy Xuyên Sa, Thượng Hải và giữ chức vụ này đến tháng 2 năm 1990.
Từ tháng 2 năm 1990 đến tháng 3 năm 1991, ông được bầu làm Bí thư Huyện ủy Gia Định, Thượng Hải. Trong thời gian làm Bí thư Huyện ủy 2 huyện, ông theo học và lấy bằng Thạc sĩ tại Học viện Cơ giới Thượng Hải.
Tháng 2 năm 1993 đến tháng 10 năm 1996, ông giữ chức Phó Thị trưởng Thượng Hải. Tháng 10 năm 1996, ông được cử làm Phó Bí thư Thành ủy Thượng Hải, và giữ chức vụ này đến tháng 3 năm 2001.
Năm 2001, ông được bổ nhiệm làm Bí thư Tỉnh ủy Giang Tây. Ông công tác ở Giang Tây cho đến ngày 28 tháng 10 năm 2007, khi được điều động về Bắc Kinh giữ chức vụ Bộ trưởng Bộ Công an, thay thế cho Chu Vĩnh Khang.

### Bộ Chính trị và Ủy ban Chính trị và Pháp luật
Tại Đại hội Đảng Cộng sản Trung Quốc lần thứ 18 tổ chức vào tháng 11 năm 2012, ông được bầu làm Ủy viên Bộ Chính trị kiêm chức Bí thư Ủy ban Chính trị Pháp luật Trung ương Đảng Cộng sản Trung Quốc. Ngày 28 tháng 12 năm 2012, ông được Quốc hội Trung Quốc miễn nhiệm chức Bộ trưởng Bộ Công an, thay thế ông là Quách Thanh Côn.

## Cuộc sống cá nhân
Trong cuộc sống, ông được miêu tả là người nói nhẹ nhàng, khiêm tốn, hay mỉm cười và giống như một người trí thức.